# العلاقات البحرينية الليبيرية
العلاقات البحرينية الليبيرية هي العلاقات الثنائية التي تجمع بين البحرين وليبيريا.

## مقارنة بين البلدين
هذه مقارنة عامة ومرجعية للدولتين:
| وجه المقارنة                                              | البحرين       | ليبيريا      |
| --------------------------------------------------------- | ------------- | ------------ |
| المساحة (كم2)                                             | 765           | 111.37 ألف   |
| عدد السكان (نسمة)                                         | 1.49 مليون    | 4.73 مليون   |
| الكثافة السكانية (ن./كم²)                                 | 194.77 ألف    | 42.47        |
| العاصمة                                                   | المنامة       | مونروفيا     |
| اللغة الرسمية                                             | اللغة العربية | لغة إنجليزية |
| العملة                                                    | دينار بحريني  | دولار ليبيري |
| الناتج المحلي الإجمالي (بليون دولار)                      | 35.31 مليار   | 2.16 مليار   |
| الناتج المحلي الإجمالي (تعادل القوة الشرائية) بليون دولار | 64.16 مليار   | 3.76 مليار   |
| الناتج المحلي الإجمالي الاسمي للفرد دولار أمريكي          | 22.60 ألف     | 455          |
| الناتج المحلي الإجمالي للفرد دولار أمريكي                 | 45.50 ألف     | 842          |
| مؤشر التنمية البشرية                                      | 0.824         | 0.430        |
| رمز المكالمات الدولي                                      | +973          | +231         |
| رمز الإنترنت                                              | .bh           | .lr          |
| المنطقة الزمنية                                           | ت ع م+03:00   | 00           |

## منظمات دولية مشتركة
يشترك البلدان في عضوية مجموعة من المنظمات الدولية، منها:
| علم المنظمة | اسم المنظمة                               | تاريخ انضمام البحرين | تاريخ انضمام ليبيريا |
| ----------- | ----------------------------------------- | -------------------- | -------------------- |
|             | مؤسسة التمويل الدولية                     | 22 سبتمبر 1995       | 28 مارس 1962         |
|             | منظمة حظر الأسلحة الكيميائية              | ?                    | ?                    |
|             | الأمم المتحدة                             | 21 سبتمبر 1971       | 2 نوفمبر 1945        |
|             | الاتحاد الدولي للاتصالات                  | 1975                 | 10 أكتوبر 1927       |
|             | منظمة الشرطة الجنائية الدولية             | ?                    | ?                    |
|             | البنك الدولي للإنشاء والتعمير             | 15 سبتمبر 1972       | 28 مارس 1962         |
|             | الاتحاد البريدي العالمي                   | ?                    | ?                    |
|             | المركز الدولي لتسوية المنازعات الاستشارية | 15 مارس 1996         | 16 يوليو 1970        |
|             | وكالة ضمان الاستثمار متعدد الأطراف        | 12 أبريل 1988        | 12 أبريل 2007        |
|             | يونسكو                                    | 18 يناير 1972        | 6 مارس 1947          |

## وصلات خارجية
- موقع وزارة الخارجية البحرينية
- موقع وزارة الخارجية الليبيرية